# Adetomyrma aureocuprea
Adetomyrma aureocuprea (din latină aureus, „auriu” și cupreus „cupru”, referindu-se la colorația corpului) este o specie de furnică endemică în Madagascar.

## Descriere
Adetomyrma aureocuprea, cunoscută doar de la masculi, este ușor separabilă de ceilalți masculi Adetomyrma prin culoarea gălbuie a corpului, fără notaulus mesoscutal, proces subpetiolar slab dezvoltat, lipsa proiecției posterodorsale sau a lobului pe parameră, firele de păr scurte de pe ochiul compus și linia parapsidală vestigială.
Masculii de Adetomyrma aureocuprea prezintă variații remarcabile morfologic în, de exemplu, în mărimea ochiului și ocelli, forma capului, forma mesonostală, petiolar și firele de păr de pe suprafața corpului.